# Marc Bola
Marc Joel Bola, né le 9 décembre 1997 à Greenwich, est un footballeur anglais. Il joue au poste de défenseur au Watford FC.

## Carrière
Le 7 avril 2016, il signe son premier contrat professionnel avec Arsenal.
Le 28 janvier 2019, il rejoint Middlesbrough.